# Peter Josch
Peter Josch (* 31. Oktober 1941 in Wien) ist ein österreichischer Schauspieler, Theaterregisseur und Intendant.

## Leben
Peter Josch absolvierte zunächst eine Lehre zum Textilkaufmann.
Nach seiner Schauspielausbildung in Wien hatte er in der Saison 1962/63 ein erstes Engagement am Stadttheater Baden. Später spielte er unter anderem am Burgtheater, am Raimundtheater, am Theater an der Wien und dem Theater in der Josefstadt, den Seefestspielen Mörbisch und den Schloss-Spielen Kobersdorf. Im ORF war er ab 1966 in zahlreichen Fernsehübertragungen der Löwinger-Bühne zu sehen. Unter Karl-Heinz Stroux, Kurt Pscherer und Ernst Haeusserman war er als Regieassistent tätig, später inszenierte er selbst etwa Wer hat Angst vor Virginia Woolf?, Helden, Was ihr wollt, Die Wirtin von Peter Turrini sowie Stücke von Johann Nestroy und Ferdinand Raimund.
Von 1987 bis 1999 war er Intendant der Frankenfestspiele Röttingen, 1997 und 1998 künstlerischer Leiter des Theaters im Schloss Weilburg und von 2000 bis 2006 leitete er die Theatertage in Bad Kissingen.
Im Februar 2020 feierte er mit dem Stück Besuchszeit von Felix Mitterer am Theater Center Forum an der Seite von Angela Schneider Premiere, Regie führte neben Josch auch Richard Maynau. 2021, zu seinem 80. Geburtstag spielte er den Mr. Green in Jeff Barons „Besuch bei Mister Green“ mit Anatol Rieger als Partner. Seither gab es einige Wiederaufnahmen.

## Auszeichnungen
- 1991: Goldenes Ehrenzeichen für Verdienste um das Land Wien[1]
- 1992: Österreichisches Ehrenkreuz für Wissenschaft und Kunst[1]

## Filmografie (Auswahl)
- 1966: Anna Gorth
- 1966: Alles in Ordnung (Fernsehfilm)
- 1967: Der Jäger von Fall (Fernsehfilm)
- 1967: Der Heiratsgegner (Fernsehfilm)
- 1967: Die große Schuld (Fernsehfilm)
- 1968: Ein Denkmal fährt Rad (Fernsehfilm)
- 1968: Schicksal (Fernsehfilm)
- 1968: Irinka (Fernsehfilm)
- 1968: Wenn der Hahn kräht (Fernsehfilm)
- 1969: Ein Engel auf Erden (Fernsehfilm)
- 1970: Der Ehestreik (Fernsehfilm)
- 1970: Die verlorene Hochzeitsnacht (Fernsehfilm)
- 1971: Die Roßkur (Fernsehfilm)
- 1971: Hugo in Ängsten (Fernsehfilm)
- 1972: ’s Nullerl (Fernsehfilm)
- 1972: Das bin ich – Wiener Schicksale aus den 30er Jahren: Österreich zwischen Demokratie und Diktatur (Fernsehfilm)
- 1972: Liebe durch die Autotür
- 1974: Die Liab am Almsee (Fernsehfilm)
- 1976: Hochzeit ohne Braut (Fernsehfilm)
- 1977: Abendlicht (Fernsehfilm)
- 1977: Der Zauberlehrling
- 1978: Hiob – Erster Teil
- 1979: Der Fehltritt (Fernsehfilm)
- 1980: Der Mustergatte
- 1980: Die Alpensaga – Ende und Anfang
- 1981: Tarabas (Fernsehfilm)
- 1982: Der verkaufte Großvater (Fernsehfilm)
- 1982: Kalkstein (Fernsehfilm)
- 1983: Ringstraßenpalais – Die Verwandtschaft (Fernsehfilm R: Michael Kehlmann)
- 1983: Kottan ermittelt – Fühlt wie Du
- 1983: Karambolage
- 1984: Der Hecht im Karpfenteich (Fernsehfilm)
- 1984: Weltuntergang (Fernsehfilm)
- 1973: Tatort: Frauenmord
- 1978: Tatort: Mord im Krankenhaus
- 1983: Tatort: Mord in der U-Bahn
- Die Flucht ohne Ende (Fernsehfilm, R: Michael Kehlmann)
- 1986: Tatort: Die Spieler
- 1987: Tatort: Die offene Rechnung
- 1993: Donauprinzessin (Fernsehserie, elf Episoden)
- 1993: Radetzkymarsch (Fernsehfilm, R: Axel Corti)
- 1996: Spiel des Lebens (Fernsehserie, zwei Episoden)
- 1996–1998: Kaisermühlen Blues (Fernsehserie, drei Episoden)
- 2000: Julia – Eine ungewöhnliche Frau – Der Bankrott
- 2002: Dolce Vita & Co – Die Schweinemörder
- 2003: Schlosshotel Orth – Erzfreunde
- 2004: Kommissar Rex – Die Leiche lebte noch
- 2008: Revanche
- 2013: SOKO Donau – Bis der Vorhang fällt
- 2017: Aurora Borealis – Nordlicht (Aurora Borealis: Északi Fény)
- 2018: Refuge (Kurzfilm)
- 2021: Meiberger – Im Kopf des Täters – Staffel 3
- 2023: Der Altaussee-Krimi – Letzter Saibling (Fernsehreihe)